# Gladbeck
Die Stadt Gladbeck liegt im nördlichen Ruhrgebiet im Nordwesten des Landes Nordrhein-Westfalen und ist eine große kreisangehörige Stadt des Kreises Recklinghausen im Regierungsbezirk Münster. Ursprünglich war Gladbeck eine kleine ländliche Gemeinde, bis Ende des 19. Jahrhunderts der Abbau von Kohle begann. Sie entwickelte sich zu einer typischen Bergarbeiterstadt des Ruhrgebietes und erhielt 1919 auch Stadtrechte. Im Zweiten Weltkrieg wurde sie stark zerstört.
In den 1960er-Jahren geriet der Kohleabbau in eine Krise, 1971 wurde die letzte Zeche in Gladbeck geschlossen. 1975 gehörte die zuvor kreisfreie Stadt Gladbeck kurz zu Bottrop, diese Eingemeindung wurde jedoch bald (nach Klage durch die Stadt) rückgängig gemacht, und Gladbeck kam 1976 zum Kreis Recklinghausen.

## Geografie
Gladbeck liegt im nördlichen Ruhrgebiet. Gladbeck gehört zur sogenannten Emscherzone, die vergleichsweise spät vom Bergbau erfasst wurde. Die Stadt liegt im Verbandsgebiet des Regionalverbandes Ruhr. Naturräumlich liegt die Stadt im Emscherland; innerhalb dessen liegt der Süden auf den Nördlichen Emscher-Randplatten, im Norden liegen insbesondere Stadtmitte, Schultendorf und Zweckel auf dem Vestischen Höhenrücken, der im Stadtgebiet 84 m ü. NHN erreicht. Die Boye, Grenzfluss zu Bottrop, verlässt das Stadtgebiet auf knapp 30 m, der im Norden des Stadtteils Zweckel entspringende Mühlenbach tut dies nach Norden (über Feldhausen zum Schölsbach) auf einer Höhe von etwa 43 m.

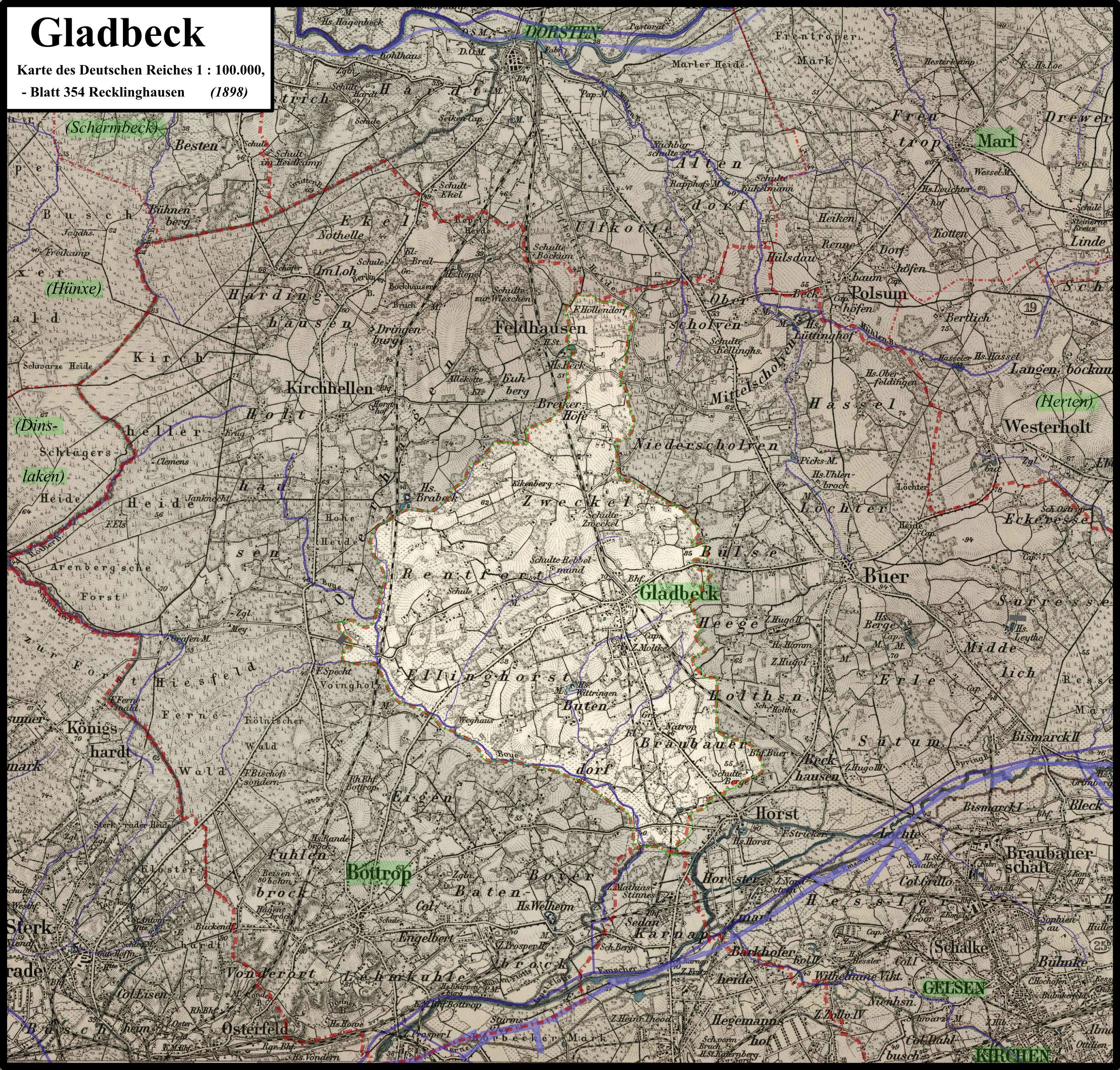
Karte des Deutschen Reiches 1 : 100.000 des heutigen Gladbecker Gebietes Ende des 19. Jahrhunderts

Im Norden wird der am Mühlenbach gelegene Weiler Breiker Höfe, der zu Gladbeck-Zweckel gehört, von den Nachbarstädten Bottrop, Dorsten und Gelsenkirchen umgeben. Im Süden grenzt die Stadt an Essen(-Karnap).

## Stadtgliederung
Seit dem 1. Januar 1978 werden die sechs Stadtteile Gladbecks wie folgt in Stadtbezirke unterteilt:
| Stadtteil   | Stadtbezirke  | PLZ   | Einwohner Juni 2013 | Fläche in km² |
| ----------- | ------------- | ----- | ------------------- | ------------- |
| Brauck (a)  | Brauck        | 45968 | 12.268              | 05,08         |
| Brauck (a)  | Rosenhügel    | 45968 | 04.968              | 01,05         |
| Butendorf   | Butendorf     | 45968 | 11.635              | 02,78         |
| Ellinghorst | Ellinghorst   | 45964 | 03.082              | 06,12         |
| Mitte       | Mitte 1       | 45964 | 11.027              | 02,27         |
| Mitte       | Mitte 2       | 45964 | 07.301              | 02,50         |
| Rentfort    | Alt-Rentfort  | 45966 | 04.457              | 05,64         |
| Rentfort    | Rentfort-Nord | 45966 | 07.582              | 03,39         |
| Rentfort    | Schultendorf  | 45966 | 02.411              | 00,70         |
| Zweckel     | Zweckel       | 45966 | 11.082              | 06,44         |
| Gladbeck    |               | 4596  | 75.834              | 35,97         |

Die alten Bauerschaften Zweckel (Norden), Rentfort (nördlicher Westen), Ellinghorst (südlicher Westen), Butendorf (Süden, Kernort einst südwestlich Gladbecks) und Braubauer (äußerster Süden) gehörten zur Gemeinde Gladbeck, die 1885 vom Amt Buer abgespalten und zu einem eigenen Amt erhoben wurde. In jenem Jahr hatte Gladbeck 4.464 Einwohner und Buer selber, noch mit Horst und Westerholt, 7.715.
Vom eigentlichen Zweckel wird Schultendorf durch die Eisenbahntrasse zum Bahnhof Zweckel separiert, von Rentfort-Nord im Westen trennt den Ortsteil ein 80 bis 250 Meter breiter Grünstreifen. Der Name der Siedlung beruht darauf, dass sie sich von der Lage des früheren Bauernhofs Schulte-Zweckel im Norden zur Lage von Schulte-Rebbelmund im Südsüdwesten zieht (siehe auch die nebenstehende Karte aus der Zeit des Deutschen Reiches).
Das alte Rentfort wird von Rentfort-Nord, das neben der fließenden Fortsetzung von Alt-Rentfort aus drei einigermaßen separierten Neubausiedlungen nördlich und nordöstlich dieser besteht, durch die Kirchhellener Straße bzw. Sandstraße getrennt. Von der Kernbesiedlung von Alt-Rentfort aus zieht sich eine schmalere Siedlung beiderseits der Hegestraße nach Südwesten bis kurz vor das Werk der Pilkington.
Eine scharfe Abgrenzung der durch die Eisenbahntrasse in Richtung Herne bzw. Recklinghausen in zwei Segmente geteilten Stadtmitte zu Schultendorf und Alt-Rentfort bildet die Eisenbahntrasse in Richtung Buer und Marl bzw. Oberhausen.
Das in West-Ost-Richtung schmale Besiedlungsgebiet von Ellinghorst geht nach Norden dicht an Alt-Rentfort, wird jedoch abschnittsweise durch eine Bahntrasse, einen knapp 100 m breiten Grünstreifen, die Rockwool Straße und den nordöstlichsten Abschnitt der Bottroper Straße getrennt. Das Segment Ellinghorsts östlich der Bahntrasse von Oberhausen nach Marl ist unbesiedelt und endet nach Norden mit der Besiedlung von Mitte 1, während das westlichste Segment, jenseits der westlicheren Bahntrasse, nur im Süden bebaut ist.
Die beiden südlichen Stadtteile Butendorf und Brauck werden nach Nordwesten durch die B 224 von Ellinghorst und Mitte getrennt, die Trasse der A 2 wiederum trennt die beiden Ortsteile heute voneinander. Die Siedlung Rosenhügel im äußersten Südosten Braucks wie auch Gladbecks ist Teil einer zwischen 1950 und 1955 erbauten ECA-Siedlung, die sich auf (Gelsenkirchen-)Beckhäuser Gebiet fließend fortsetzt. Auf Karten ist der Ortsteil in der Regel nicht namentlich deklariert.

## Geschichte

### Vorindustrielle Gesellschaft
Frühgeschichtliche Funde wie das Gräberfeld von Gladbeck lassen eine Besiedlung um 2000 v. Chr. vermuten.
Zuerst erwähnt wird Gladbeck in einem Heberegister des Klosters Werden vom Anfang des 10. Jahrhunderts als Gladbeki. Am 3. Mai 1020 (richtig 1019) soll Erzbischof Heribert von Köln (999–1021) einen Hof [curtem] in Gladbeck, nachmals Allinghof, im Rahmen der Fundation dem Kloster Deutz übereignet haben. Das Formular gilt als gefälscht, wieweit der Inhalt zutrifft, ist von den Gelehrten O. Oppermann, H. Aubin, F.W. Oediger, A.K. Hömberg, E. Wisplinghoff, J. Milz und zuletzt W. Janssen seit etwa 100 Jahren thesenhaft diskutiert worden. Belege und Nachweise zur Ortsnamenskunde bei „Paul Derks: Die Siedlungsnamen der Stadt Gladbeck, 2009.“ Es könnte „Siedlung am glänzenden, glitzernden Bach“ (glad = hell, glänzend, klar; beck = bach) bedeutet haben. Da ist bei der Auflistung von Besitztümern, später ergänzt durch Notizen im Werdener Liber privilegiorum maior aus der Mitte des 12. Jahrhunderts, von Gladbeki bzw. Gladebeke die Rede.
Das Dorf mit den fünf Bauerschaften (siehe unten) gruppierte sich um die St.-Lamberti-Kirche. Es gehörte von 1180 bis 1802 zum Vest Recklinghausen und war so die längste Zeit verbunden mit Kurköln. In der Zeit von Napoleon gehörte die Gemeinde Gladbeck zunächst zur Bürgermeisterei Buer und ab 1844 zum Amt Buer im Kreis Recklinghausen in der preußischen Provinz Westfalen.

### Zeit des Kohleabbaus 1873–1971

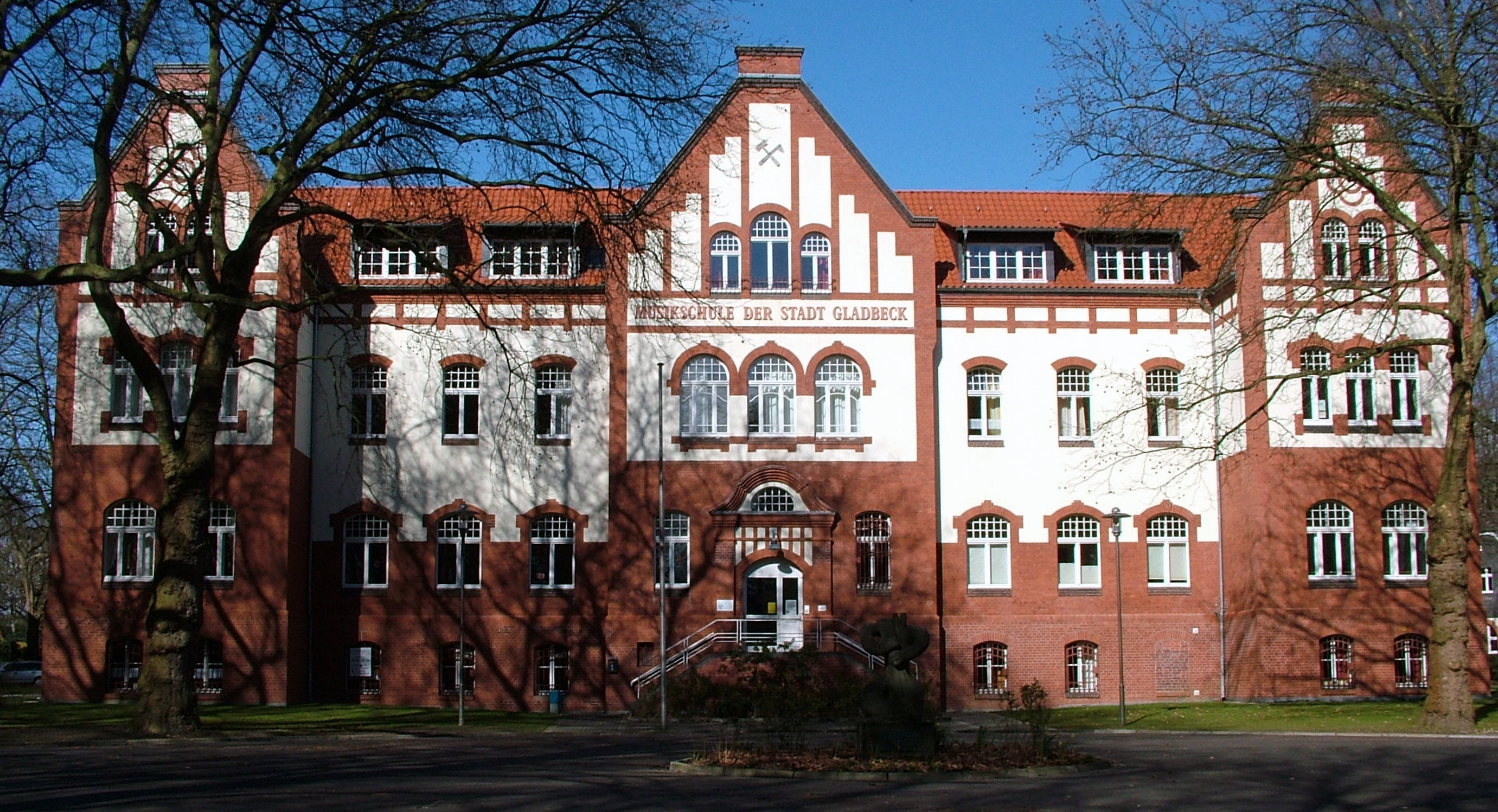
Ehemalige Berginspektion (1905), jetzt Musikschule

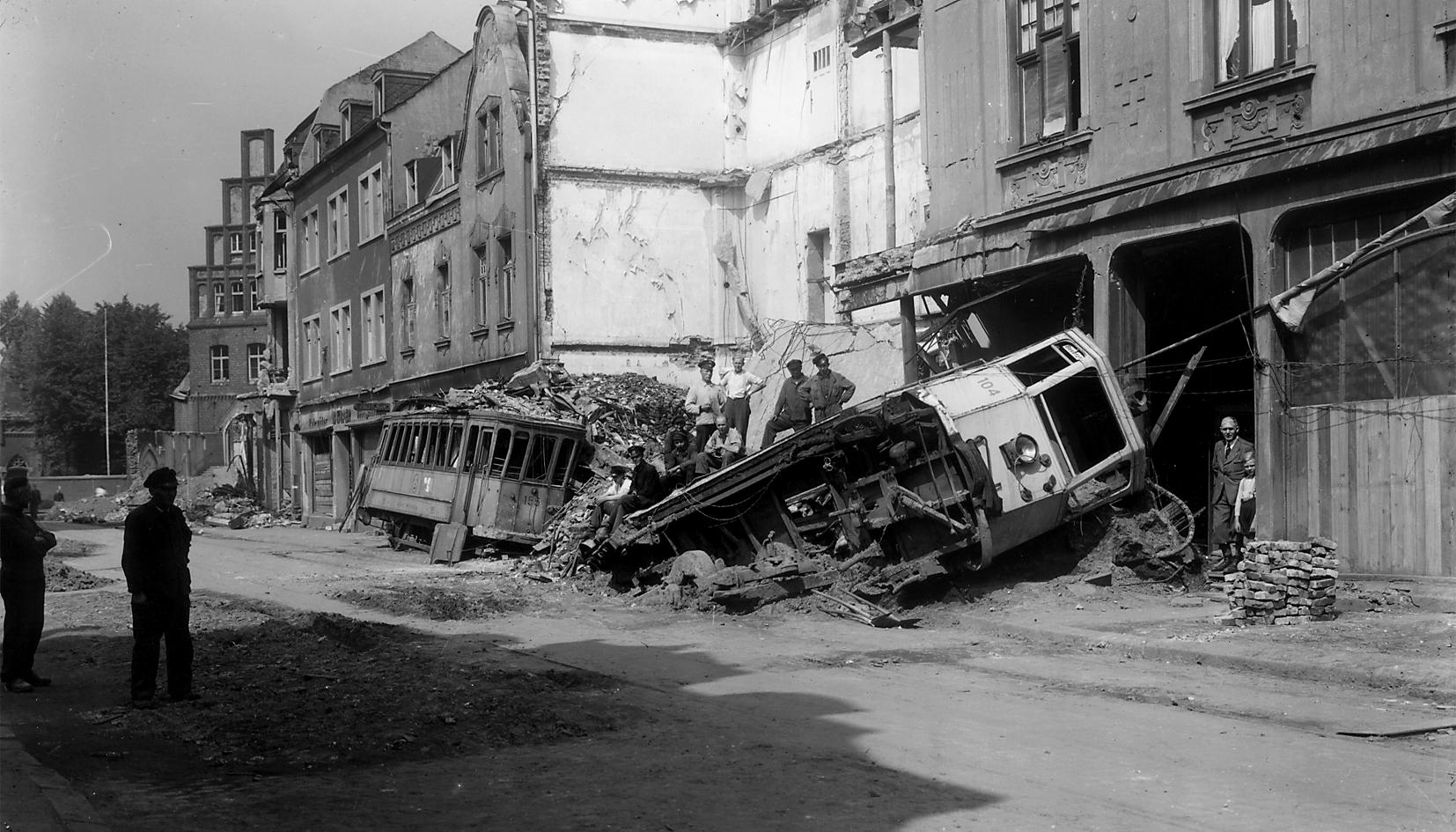
Kriegsschäden in Gladbeck, Rentforter Straße

Die erste Zeche wurde ab 1873 abgeteuft, ab 1878 Kohle gefördert. Gladbeck schied 1885 aus dem Amt Buer aus und bildete seitdem ein eigenes Amt.
Im Ersten Weltkrieg gab es in Gladbeck ein Kriegsgefangenenlager, das 2005 durch den Gladbecker Lagergeldfund bekannt wurde.
Die kleine Dorfgemeinde wuchs zu einer mittelgroßen Industrieansiedlung, die am 21. Juli 1919 die Stadtrechte erhielt (als „jüngste Stadt Neu-Deutschlands“, wie das Lokalblatt schrieb) und zum 1. Januar 1921 als kreisfreie Stadt aus dem Kreis Recklinghausen ausschied. Sie hatte zwischenzeitlich fünf Schachtanlagen. Die Jahre 1925–1929 hatten etwas von einer kleinen Blütephase an sich, in der trotz aller Schwierigkeiten wichtige Bauvorhaben realisiert werden konnten, zum Beispiel:
- das Freibad,
- der Jovyplatz mit Verwaltungsbauten,
- die Neuanlage von Schloss Wittringen und
- das Stadion, die „Vestische Kampfbahn“.

1928 verdrängten die Ermittlungen zum Sexualmord an dem 19-jährigen Gladbecker Abiturienten Helmut Daube den Transatlantikflug des Luftschiffes Graf Zeppelin aus den Schlagzeilen.
1932 wurde Bernhard Hackenberg zum Oberbürgermeister gewählt.
Wie alle deutschen Städte wurde Gladbeck nach der Machtübernahme des NS-Regimes 1933 „gleichgeschaltet“. Hackenberg trat 1933 in die SS ein und 1937 in die NSDAP; er blieb bis zum Kriegsende im Amt. Gladbeck wurde im Krieg durch Luftangriffe stark zerstört, im Innenstadtbereich zu 43 Prozent. Damit zählte es zu den am stärksten zerstörten Städten im Ruhrgebiet. Der schwerste Luftangriff auf Gladbeck, bei dem über 3.000 Menschen starben und rund 40.000 obdachlos wurden, fand am 24. März 1945 statt.
Bis 1960 stieg die Einwohnerzahl auf bis zu 84.000 und liegt nun bei ungefähr 77.000. Die letzte Gladbecker Zeche, Graf Moltke, wurde 1971 geschlossen; seit dieser Zeit bemüht sich Gladbeck um den Strukturwandel und kämpft gegen die Arbeitslosigkeit.

### Kommunale Neuordnung und jüngere Geschichte seit 1975
Bei der kommunalen Neuordnung in Nordrhein-Westfalen, die am 1. Januar 1975 in Kraft trat, kam die kreisfreie Stadt Gladbeck zusammen mit der Gemeinde Kirchhellen (Kreis Recklinghausen) zur Nachbarstadt Bottrop. Gegner der Neuordnung bemängelten die geringe Siedlungsgeschlossenheit an der Grenze zwischen Gladbeck und Bottrop und führten an, dass Bottrop nur wenig größer sei als Gladbeck. Ihr Slogan: „GlaBotKi is nich“.
Der Verfassungsgerichtshof für das Land Nordrhein-Westfalen in Münster, der vom ehemaligen Gladbecker Oberstadtdirektor Rump angerufen wurde, befand im „Nikolaus-Urteil“ vom 6. Dezember 1975, dass Bürgernähe und höhere Verwaltungseffizienz – die Begründung für die Neuordnung – nicht gegeben seien. Die Vereinigung wurde rückgängig gemacht und die Gemeinderatswahl von 1975 zum („Groß-“)Bottroper Gemeinderat für ungültig erklärt.
Seit dem 1. Juli 1976 gehört Gladbeck dem Kreis Recklinghausen an. Dabei ist die Grenze mit Dorsten und daher mit dem übrigen Kreisgebiet weniger als 500 Meter lang und nur zu Fuß oder mit dem Fahrrad passierbar. Wer mit dem Pkw oder öffentlichen Verkehrsmitteln von Gladbeck in den Rest des Kreises fahren will, muss ihn vorher verlassen und Bottroper oder Gelsenkirchener Stadtgebiet nutzen, was Gladbeck zu einer „funktionalen Exklave“ des Kreises macht.

### Geiselnahme von Gladbeck 1988
Im August 1988 geriet Gladbeck bundesweit in die Schlagzeilen, als eine Filiale der Deutschen Bank im Stadtteil Rentfort überfallen wurde und es daraufhin zu einer Geiselnahme kam. Bei diesem als Gladbecker Geiseldrama bekannt gewordenen Verbrechen starben drei Menschen.

### Religion

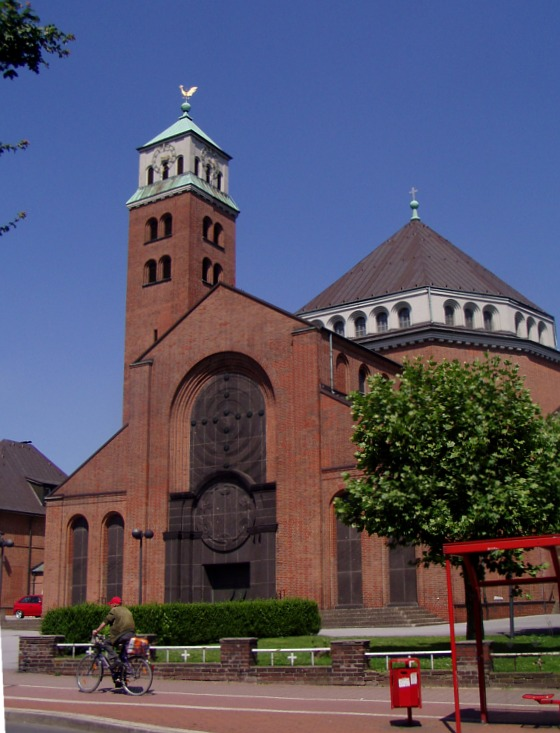
Heilig Kreuz-Kirche Gladbeck-Butendorf

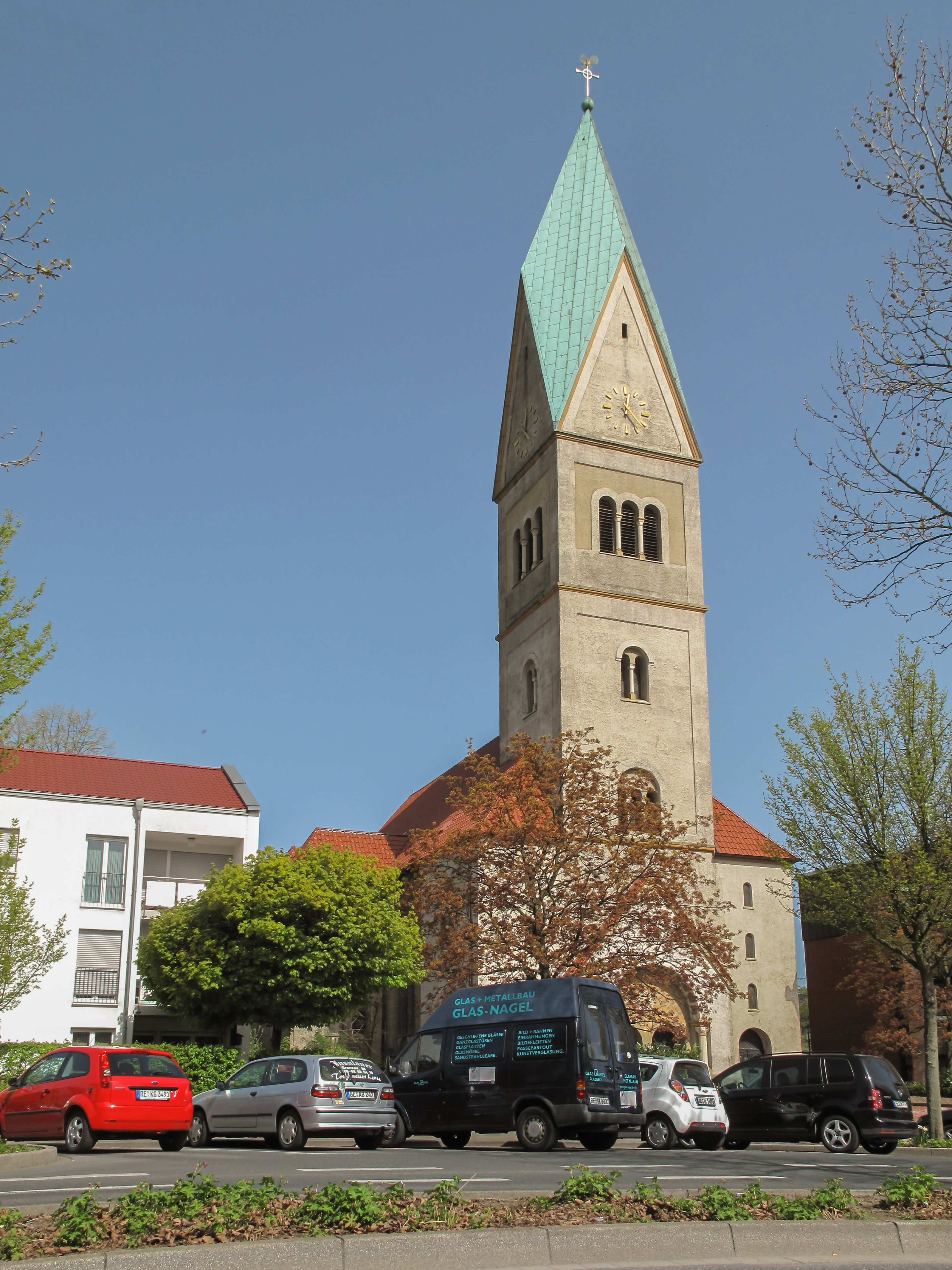
Gladbeck, Christus-Kirche

#### Katholische Kirchen
Bedingt durch die Neustrukturierung im Bistum Essen gibt es in Gladbeck seit dem 1. September 2007 nur noch eine katholische Großpfarrei, St. Lamberti. Diese besteht aus den sechs „Gemeinden“:
- Heilig Kreuz, Butendorf
- Herz Jesu, Zweckel
- St. Johannes, Ost
- St. Josef, Alt-Rentfort mit der Filialkirche St. Franziskus, Rentfort-Nord
- St. Lamberti, Mitte
- St. Marien, Brauck

Für die so genannte „weitere Kirche“ Christus-König in Schultendorf, die zukünftig nicht mehr aus Kirchensteuermitteln finanziert wird, liegt noch kein Verwendungskonzept vor. Das profanierte Kirchengebäude St. Elisabeth in Ellinghorst wurde 2019 an das Modeunternehmen „Grubenhelden“ verkauft.

#### Evangelische Kirchen
Evangelische Gotteshäuser (nach der Profanierung der Lukas-Kirche in Butendorf am 4. Mai 2008 und der Markus-Kirche am 11. Mai 2008):
- Christuskirche, Mitte
- Martin-Luther-Kirche, Rentfort
- Petruskirche, Brauck
- Sankt Stephani-Kirche, Zweckel

Evangelisch-freikirchliches Gotteshaus:
- evangelisch-freikirchliche Gemeinde (Baptisten) Friedenskirche, Mitte

#### Sonstige
Neuapostolische Gotteshäuser:
- Gemeinde Gladbeck-Mitte
- Gemeinde Gladbeck-Zweckel

Neben der Moschee im Stadtteil Butendorf gibt es in Gladbeck eine Reihe weiterer islamischer Gebetsräume (konkrete Zahlen fehlen), die als solche jedoch nach außen hin nicht in Erscheinung treten.

#### Konfessionsstatistik
Gemäß dem Zensus 2011 waren 27,6 % der Einwohner evangelisch, 38,7 % römisch-katholisch und 33,7 % waren konfessionslos, gehörten einer anderen Glaubensgemeinschaft an oder machten keine Angabe. Nach Angaben der Stadt Gladbeck hatten zum 31. Dezember 2024 noch 18,7 % die evangelische Konfession und 28,2 % der Einwohner die katholische. 53,1 % gehörten entweder einer anderen Glaubensgemeinschaft an oder waren konfessionslos.

## Politik

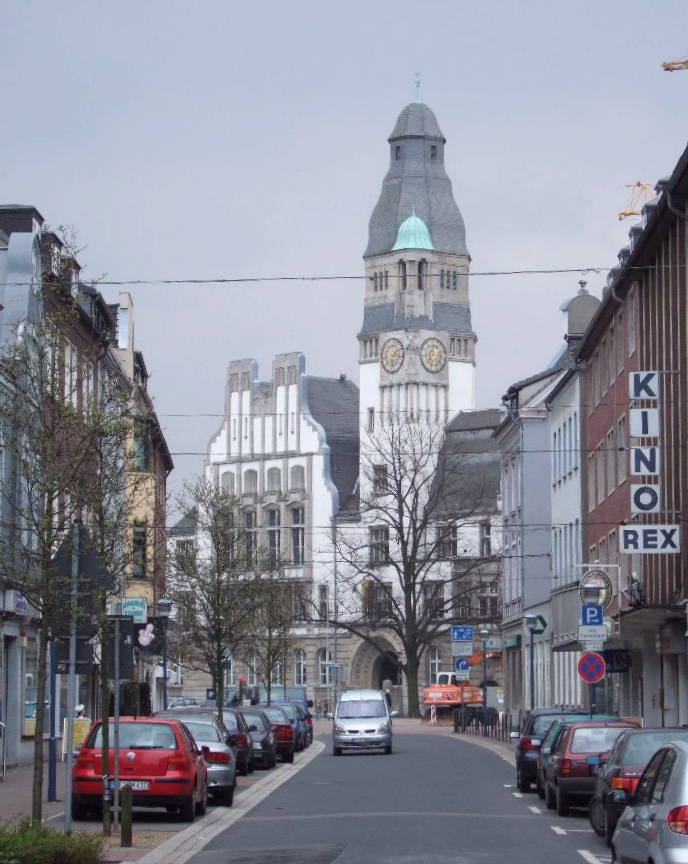
Blick auf das historische Rathaus von der Rentforter Straße aus (2008)

### Ergebnisse der Kommunalwahlen 2020 in Gladbeck
Die Sitze im Stadtrat verteilen sich nach dem Ergebnis der Kommunalwahl 2020 folgendermaßen auf die einzelnen Parteien:
| Partei | Stimmen | % (2020) | % (2014) | +/-     | Sitze (2020) | Sitze (2014) | +/- |
| --- | ------- | -------- | -------- | ------- | ------------ | ------------ | --- |
| SPD | 9.783   | 36,5 %   | 47,3 %   | −10,8 % | 19           | 22           | −3  |
| CDU | 7.044   | 26,3 %   | 25,2 %   | +1,1 %  | 14           | 11           | +3  |
| Bündnis 90/Die Grünen | 3.285   | 12,3 %   | 5,8 %    | +6,5 %  | 7            | 3            | +4  |
| AfD | 2.595   | 9,7 %    | 0,0 %    | +9,7 %  | 5            | 0            | +5  |
| Die LINKE | 1.121   | 4,2 %    | 6,0 %    | −1,8 %  | 2            | 3            | −1  |
| FDP | 899     | 3,4 %    | 2,7 %    | +0,7 %  | 2            | 1            | +1  |
| ABI | 663     | 2,5 %    | 1,6 %    | +0,9 %  | 1            | 1            | ±0  |
| BIG | 617     | 2,3 %    | 2,6 %    | −0,3 %  | 1            | 1            | ±0  |
| DKP | 385     | 1,4 %    | 1,4 %    | ±0,0 %  | 1            | 1            | ±0  |
| GBL | 267     | 1,0 %    | 1,3 %    | −0,3 %  | 0            | 1            | −1  |
| Kellermann, Markus | 144     | 0,5 %    | 0,0 %    | +0,5 %  | 0            | 0            | ±0  |
| Akcay, Nilüfer | 12      | 0,0 %    | 0,0 %    | ±0,0 %  | 0            | 0            | ±0  |
| Gültige Stimmen | 26.815  |          |          |         |              |              |     |
| Ungültige Stimmen | 301     |          |          |         |              |              |     |
| Stimmen Insgesamt | 27.116  |          |          |         | 52           | 46           | +6  |
| Wahlberechtigte Insgesamt | 56.978  | 47,6 %   | 47,1 %   | +0,5 %  |              |              |     |
| Ratswahl 13.09.2020 GladbeckWahlbeteiligung von 47,6 % 403020100 36,5 %26,3 %12,3 %9,7 %4,2 %3,4 %2,5 %2,3 %1,4 %1,0 %0,5 %n. k. % SPDCDUGrüneAfDLinkeFDPABIgBIGhDKPGBLjSonst.kSonst.lGewinne und Verlusteim Vergleich zu 2014 %p 10 8 6 4 2 0 −2 −4 −6 −8−10−12−10,8 %p+1,1 %p+6,5 %p+9,7 %p−1,8 %p+0,7 %p+0,9 %p−0,3 %p± 0,0 %p−0,3 %p+0,5 %p± 0,0 %pSPDCDUGrüneAfDLinkeFDPABIBIGDKPGBLSonst.Anmerkungen:g Alternative Bürger-Initiativeh Bürger in Gladbeckj Gladbecker Bürger-Listek Kellermann, Markusl Akcay, Nilüfer |         |          |          |         |              |              |     |
| Sitzverteilung Ratswahl 13.09.2020 GladbeckInsgesamt 52 Sitze - DKP: 1 - Linke: 2 - SPD: 19 - Grüne: 7 - CDU: 14 - FDP: 2 - AfD: 5 - Sonst.: 2 Sonstige: (2 Sitze) > „ABI“ = 1 Sitz > „BIG“ = 1 Sitz |         |          |          |         |              |              |     |

| Partei | Kandidat*                 | Stimmen | % (2020) |
| --- | ------------------------- | ------- | -------- |
| SPD | Weist, Bettina            | 11.452  | 42,6 %   |
| CDU | Drosdzol, Dietmar         | 6.308   | 23,4 %   |
| Bündnis 90/Die Grünen | Steffens, Simone          | 2.423   | 9,0 %    |
| AfD | Gräber, Marco             | 2.110   | 7,8 %    |
| | Kellermann, Markus        | 1.460   | 5,4 %    |
| Die LINKE | Jung, Olaf                | 771     | 2,9 %    |
| FDP | Tack, Michael Clemens     | 686     | 2,6 %    |
| ABI | Ay, Habib                 | 608     | 2,3 %    |
| | Polat, Ulas               | 379     | 1,4 %    |
| BIG | Flach, Udo Lothar         | 365     | 1,4 %    |
| DKP | Dorka, Gerhard Horst      | 355     | 1,3 %    |
| Gültige Stimmen | Gültige Stimmen           | 26.917  |          |
| Ungültige Stimmen | Ungültige Stimmen         | 204     |          |
| Stimmen Insgesamt | Stimmen Insgesamt         | 27.121  |          |
| Wahlberechtigte Insgesamt | Wahlberechtigte Insgesamt | 56.978  | 47,6 %   |
| Bürgermeisterwahl* 13.09.2020 GladbeckWahlbeteiligung von 47,6 % 50403020100 42,6 %23,4 %9,0 %7,8 %5,4 %2,9 %2,6 %2,3 %1,4 %1,4 %1,3 % SPDaCDUbGrünecAfDdSonst.eLinkefFDPgABIhSonst.iBIGjDKPkAnmerkungen:a Weist, Bettinab Drosdzol, Dietmarc Steffens, Simoned Gräber, Marcoe Kellermann, Markusf Jung, Olafg Tack, Michael Clemensh Ay, Habibi Polat, Ulasj Flach, Udo Lothark Dorka, Gerhard Horst |                           |         |          |

| Partei | Kandidat*                 | Stimmen | % (2020) |
| --- | ------------------------- | ------- | -------- |
| SPD | Weist, Bettina            | 10.728  | 62,8 %   |
| CDU | Drosdzol, Dietmar         | 6.357   | 37,2 %   |
| Gültige Stimmen | Gültige Stimmen           | 17.085  |          |
| Ungültige Stimmen | Ungültige Stimmen         | 172     |          |
| Stimmen Insgesamt | Stimmen Insgesamt         | 17.257  |          |
| Wahlberechtigte Insgesamt | Wahlberechtigte Insgesamt | 56.947  | 30,3 %   |
| Bürgermeisterstichwahl* 27.09.2020 GladbeckWahlbeteiligung von 30,3 % 706050403020100 62,8 %37,2 % SPDaCDUbAnmerkungen:a Weist, Bettinab Drosdzol, Dietmar |                           |         |          |

Gladbeck bildet zusammen mit Bottrop einen Bundestagswahlkreis (126: Bottrop – Recklinghausen III), direkt gewählter Abgeordneter ist Nicklas Kappe (CDU), Abgeordneter über die Landesliste Die Linke Nordrhein-Westfalen ist Uwe Foullong.
Nach dem Neuzuschnitt der Wahlkreise bildet Gladbeck mit dem größten Teil von Dorsten den Landtagswahlkreis Recklinghausen III. Der direkt gewählte Abgeordnete ist seit 2022 Josef Hovenjürgen (CDU).

### Bürgermeister

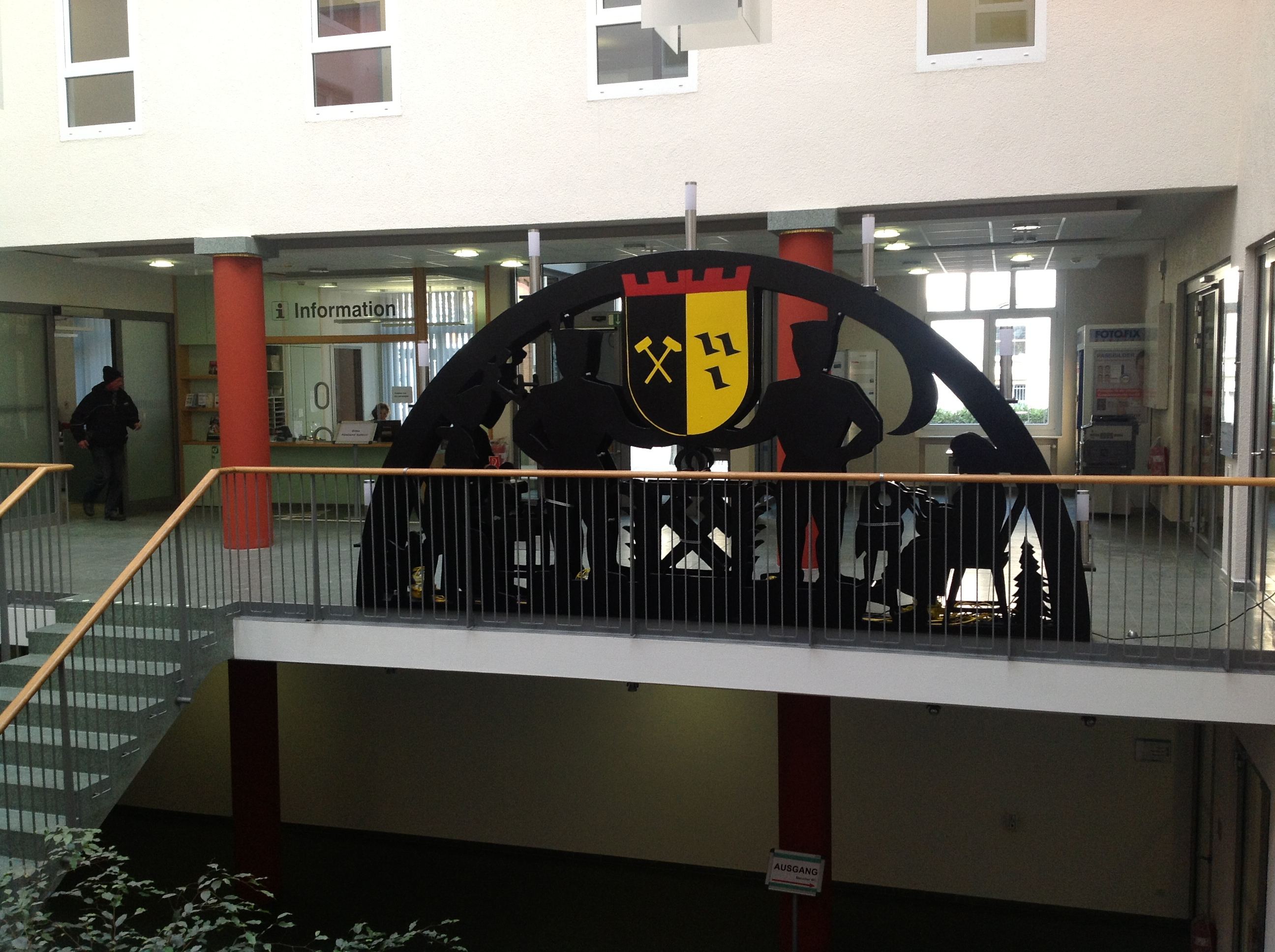
Stadtwappen im neuen Teil des Rathauses

Am 21. Juli 1919 wurden dem Amt Gladbeck die Stadtrechte verliehen, seitdem gibt es einen Bürgermeister. Bis 1974/76 war Gladbeck kreisfrei, daher lautete seit 1921 die Amtsbezeichnung „Oberbürgermeister“. Seitdem heißt er „Bürgermeister“. Seit 1994 handelt es sich um eine hauptamtliche Funktion. Der Bürgermeister ist Vorsitzender des Rates und Chef der Verwaltung.
Folgende Bürgermeister standen der Gemeinde und Stadt seit 1885 vor:
- 1885–1917: Heinrich Korte, parteilos (Amtmann)
- 1917–1931: Michael Jovy, parteilos (Amtmann, seit 1919 Bürgermeister, seit 1921 Oberbürgermeister)
- 1932–1945: Bernhard Hackenberg, bis 1932 Zentrum, ab 1933 SS, ab 1937 NSDAP
- 1945(–1946?):[19] Johannes Schulte (von den Briten ernannter kommissarischer Oberbürgermeister, danach bis 1947 Oberstadtdirektor)
- (1945–?)[19] 1946: Wilhelm Olejnik, SPD
- (1946): Franz Engeln, CDU
- 1948–1952: Johann Harnischfeger, CDU
- 1946–1958: Friedrich Lange, SPD
- 1958–1963: Heinrich Kliem, SPD (gewählt von der CDU und Teilen der SPD)
- 1963–1965: Hans Wuwer, SPD
- 1965–1971: Günter Kalinowski, SPD
- 1971–1974: Norbert Aust, SPD
- 1976: Manfred Braun, SPD (Kommissar für die Aufgaben des Rates und des Oberbürgermeisters)
- 1976–1994: Wolfgang Röken, SPD
- 1994 (3. November bis 31. Dezember): Maria Seifert, CDU
- 1995–2004: Eckhard Schwerhoff, CDU[20]
- 2004–2020: Ulrich Roland, SPD
- seit 2020: Bettina Weist, SPD

Nach Jahrzehnten mit vorwiegender politischer Dominanz der Sozialdemokraten, die häufig die absolute Mehrheit im Stadtrat innehatten, wurde 1994 mit Eckhard Schwerhoff erstmals seit langer Zeit ein Christdemokrat vom Rat zum (hauptamtlichen) Bürgermeister gewählt. Dieses neugestaltete Amt ohne gleichzeitigen Stadtdirektor war durch eine Wahlrechtsreform in Nordrhein-Westfalen vorzeitig ermöglicht worden. Bei den damaligen Kommunalwahlen hatten die regierenden Sozialdemokraten mit dem noch ehrenamtlichen Bürgermeister Wolfgang Röken nur sehr knapp die absolute Mehrheit verfehlt. Da der hauptamtliche Bürgermeister kraft Amtes auch eine Stimme im Rat besitzt, hätte ein sozialdemokratischer Bürgermeister eine Pattsituation im Rat bedeutet. Daher entschieden sich die Grünen und die neue Wählervereinigung „Bürger in Gladbeck“ gemeinsam mit der CDU für den Verwaltungsangestellten Eckhard Schwerhoff. Obwohl Mitglied der CDU, war Schwerhoff bis dahin in der Stadtpolitik nicht in Erscheinung getreten.
Bei der Kommunalwahl 1999, als die Direktwahl der Bürgermeister in Nordrhein-Westfalen flächendeckend eingeführt wurde, gelang Schwerhoff die Wiederwahl. Bei der Stichwahl zur Kommunalwahl vom 10. Oktober 2004, in der Schwerhoff nicht erneut antrat, wurde Ulrich Roland (SPD) zum Bürgermeister gewählt.
Bei der Stichwahl am 27. September 2020 wurde Bettina Weist (SPD) mit 62,79 % der Stimmen bei einer Wahlbeteiligung von 30,30 % zur Bürgermeisterin gewählt. Sie ist die erste Frau, die in dieser Funktion in Gladbeck direkt gewählt wurde.

### Wappen

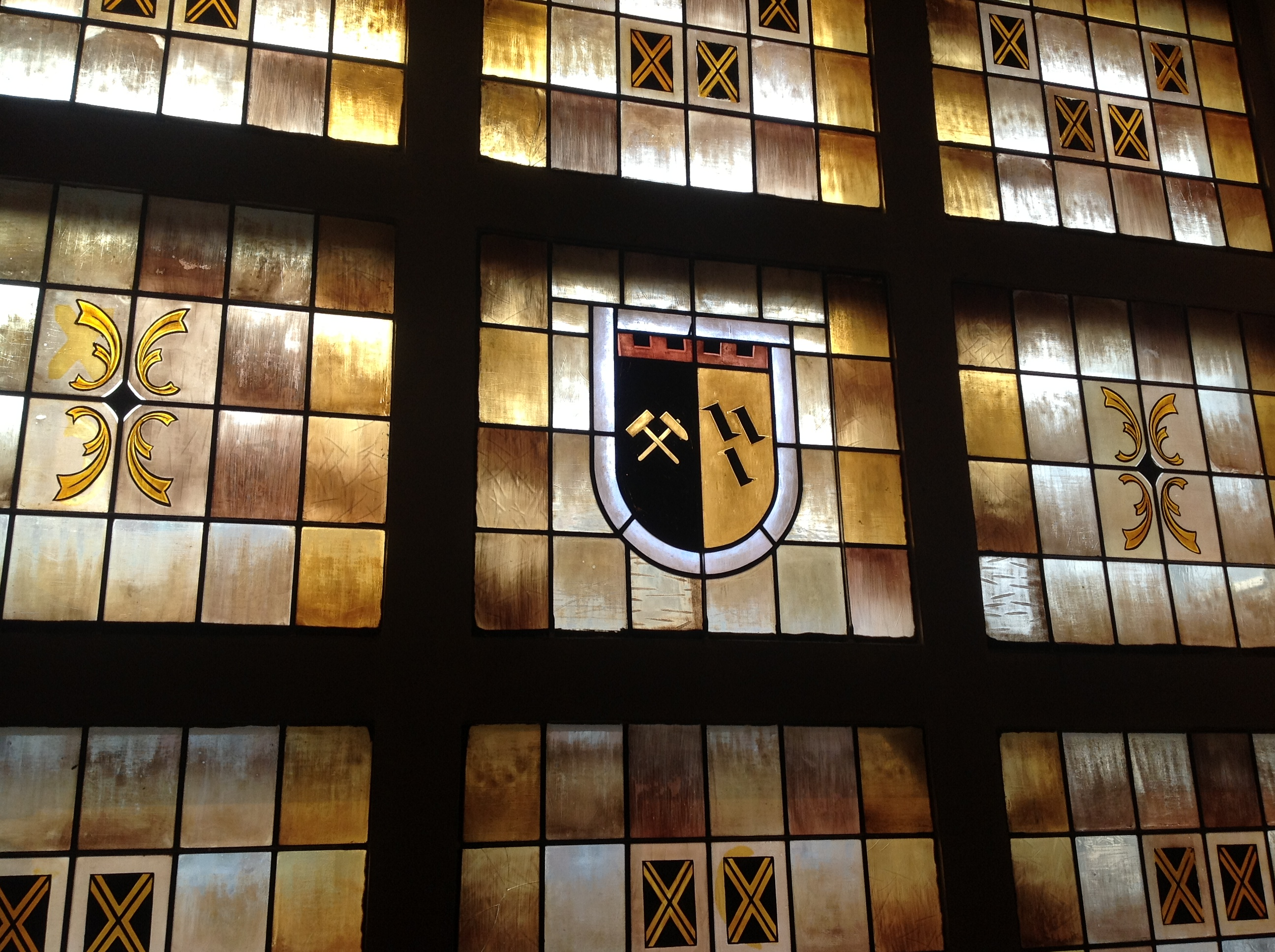
Das Wappen im Gladbecker Rathaus

Blasonierung: Gespalten von Schwarz und Gelb und bekrönt mit einer roten Mauerkrone; vorne schräg gekreuzt ein goldener Schlägel und ein goldenes Eisen, hinten drei (2:1) schräge, schwarze Wolfsangeln.
Das Gladbecker Stadtwappen, in Schwarz-Rot-Gold gehalten, hat eine rote Mauerzinne als Zeichen der 1919 erworbenen Eigenschaft als Stadt. Vorne befindet sich ein schwarzes Feld, das die Kohle symbolisiert, darauf Schlägel und Eisen für den Bergbau. Die schwarzen Haken auf der hinteren Seite sind Wolfsangeln, die dem Wappen der Herren von Brabeck entliehen sind, die im ausgehenden 14. Jahrhundert Besitzer von Haus Wittringen waren.

### Städte- bzw. Gemeindepartnerschaften
- Alanya (Türkei), seit 1993
- London Borough of Enfield (Vereinigtes Königreich), seit 1970
- Fushun (Volksrepublik China), seit 1988
- Marcq-en-Barœul (Frankreich), seit 1964
- Schwechat (Österreich), seit 1966
- Wandlitz (Deutschland), seit 1990
- Wodzisław Śląski (ehemals Loslau; Polen), seit 1990

Ferner besteht seit 1971 eine Partnerschaft zu einem Landungsbootgeschwader der Bundesmarine.

## Kultur und Sehenswürdigkeiten

### Museum

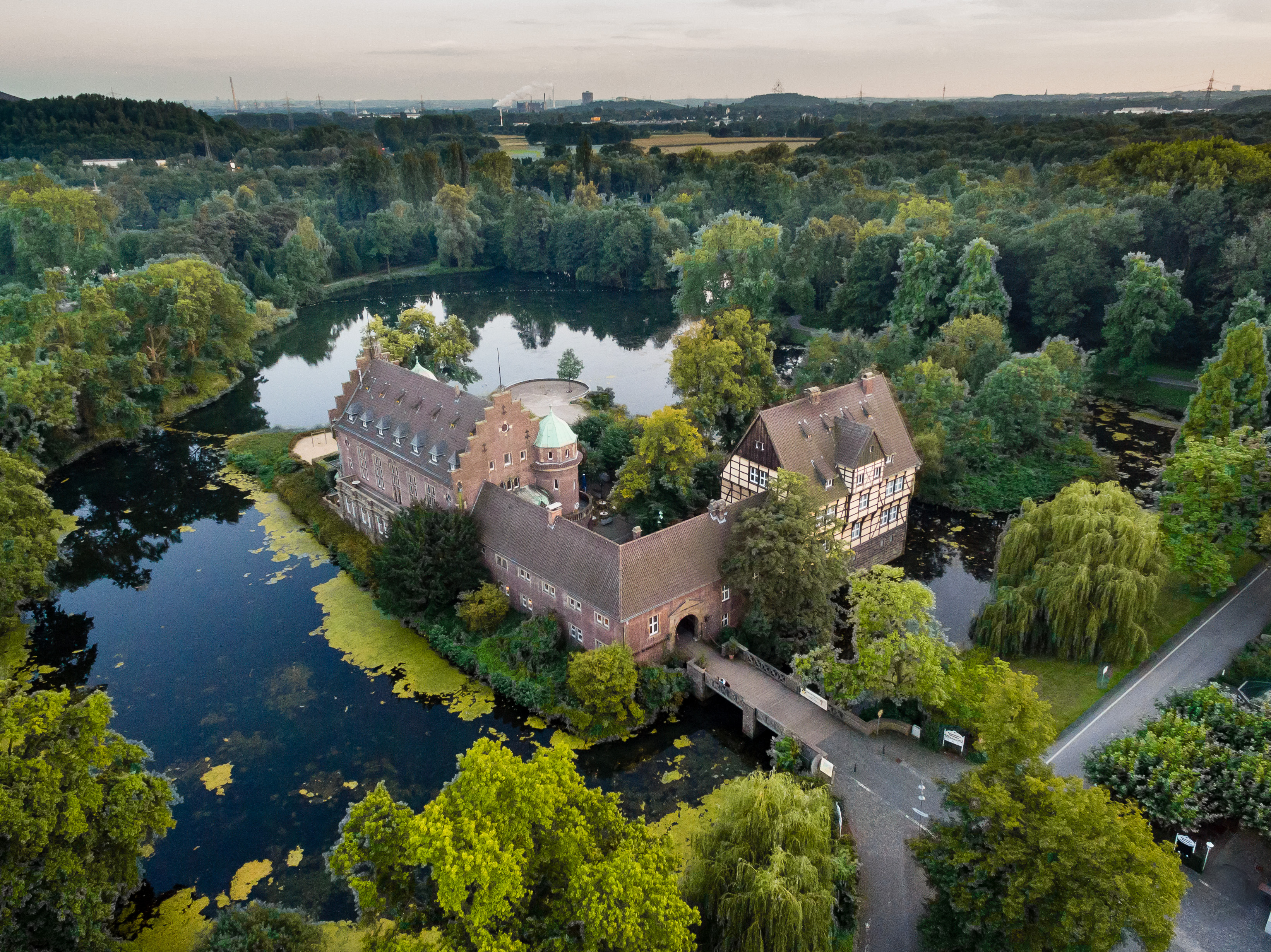
Wasserschloss Wittringen

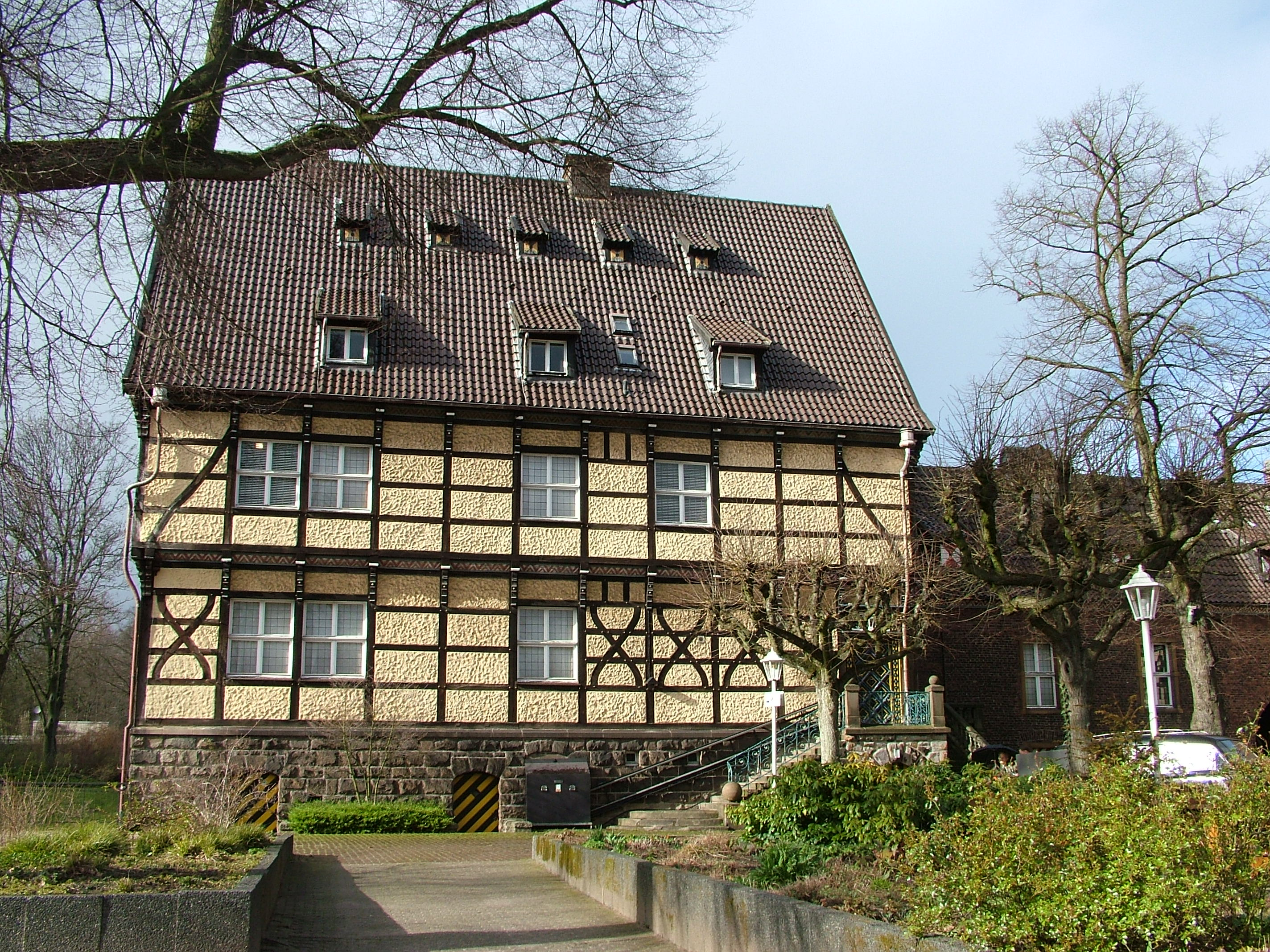
Museum der Stadt Gladbeck

Im Wasserschloss Wittringen ist das Museum der Stadt Gladbeck beheimatet. Hier sind die Sammlungen und die Dauerausstellung zur Stadtgeschichte Gladbecks und seiner Umgebung untergebracht. Die Sammlungen umfassen außerdem naturkundliche Gegenstände aus den Bereichen Geologie, Mineralogie, Paläontologie. Die Dauerausstellung zeichnet die Entwicklung der Region von den naturkundlichen Grundlagen des Bergbaus (Steinkohle, Blei- und Zinkerze) über die Besiedlungs- und Stadtgeschichte bis zur Gegenwart nach.
- Der wichtigste Fund ist ein Waldwisent aus dem Gladbecker Stadtteil Brauck, eines der wenigen fast vollständig erhaltenen Skelette in Europa. Das Museum zeigt eine Kopie.
- Das jungbronzezeitliche Gräberfeld in Ellinghorst mit einer schlüssellochförmigen Grabenanlage, zwei Kreisgräben und 203 Feuerbestattungen wird mit Objekten und Abbildungen vorgestellt.
- Nennenswert aus der vor- und frühgeschichtlichen Zeit sind ferner ein bronzezeitliches so genanntes Typusbeil und ein Themenbereich zum Urnenfeld, das in Gladbeck-Ellinghorst gefunden wurde.
- In der Dauerausstellung werden römische Münzen gezeigt.
- Besonders lokaltypisch sind die Räume zur Geschichte der Zechenzeit, die für Gladbeck von 1873 bis 1971 dauerte. Ein nachgebauter Stollen sowie die Einrichtung einer Bergmannswohnung gehören dazu.
- Mit einem Blockmodell wird die Lagerung der Steinkohle im nördlichen Ruhrgebiet erläutert, die zur Entstehung der Zechen auf Gladbecker Boden führte.
- Ferner sammelt das Museum moderne Kunst, darunter (seit 1986) auch Computerkunst. Es besitzt unter anderem Werke von Joseph Beuys und Timm Ulrichs.

Das Museum hat auch ein museumspädagogisches Angebot: alle Themenbereiche der Sammlungen und der Dauerausstellung können für Schulklassen und Gruppen erfragt werden, beispielsweise die Ritterzeit, da das Wasserschloss Wittringen ein Rittersitz war.

### Kunst im öffentlichen Raum
Siehe: Liste von Kunstwerken im öffentlichen Raum in Gladbeck

### Bauwerke

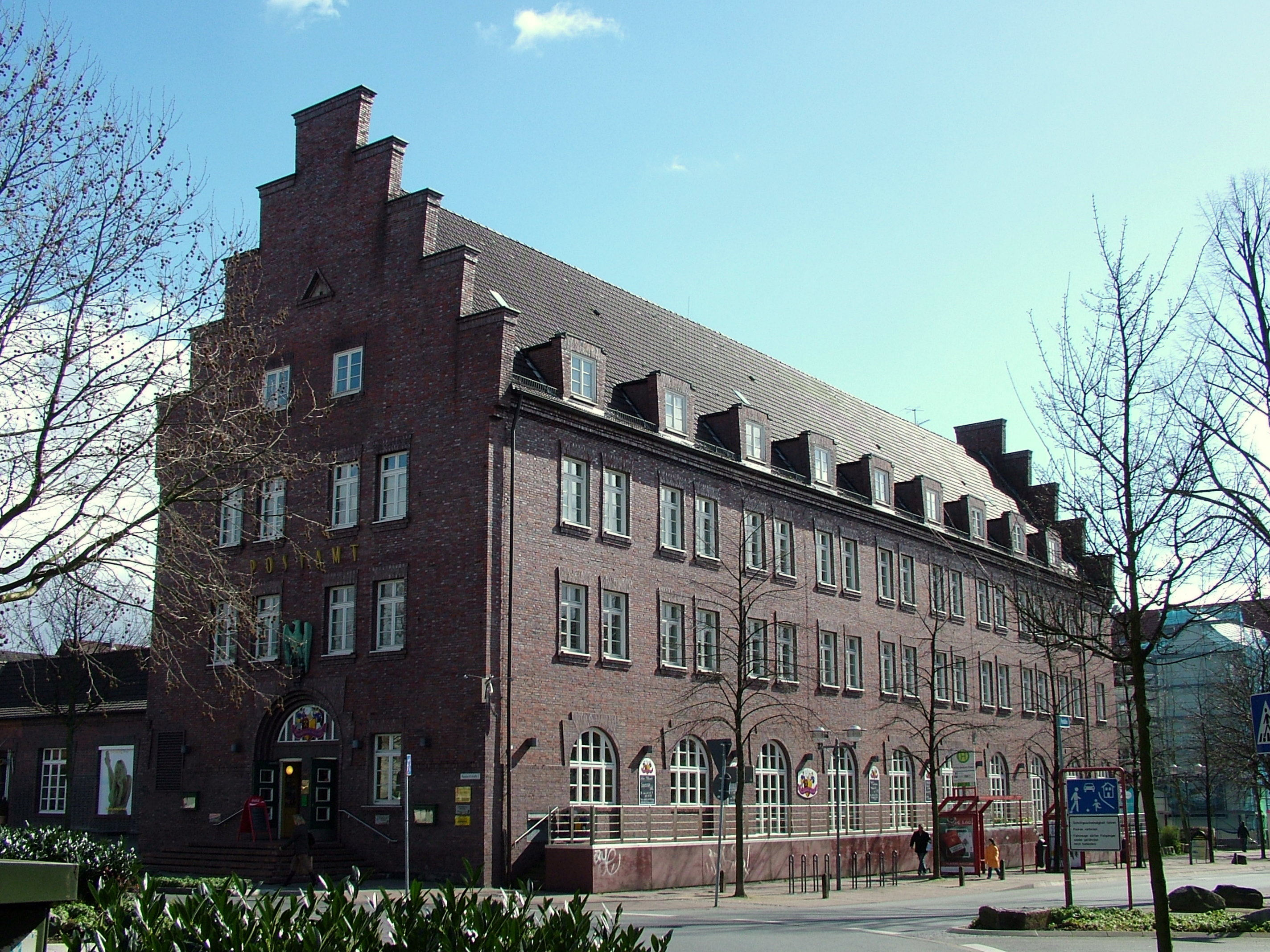
Ehemaliges Postamt an der Postallee, jetzt ein Brauhaus

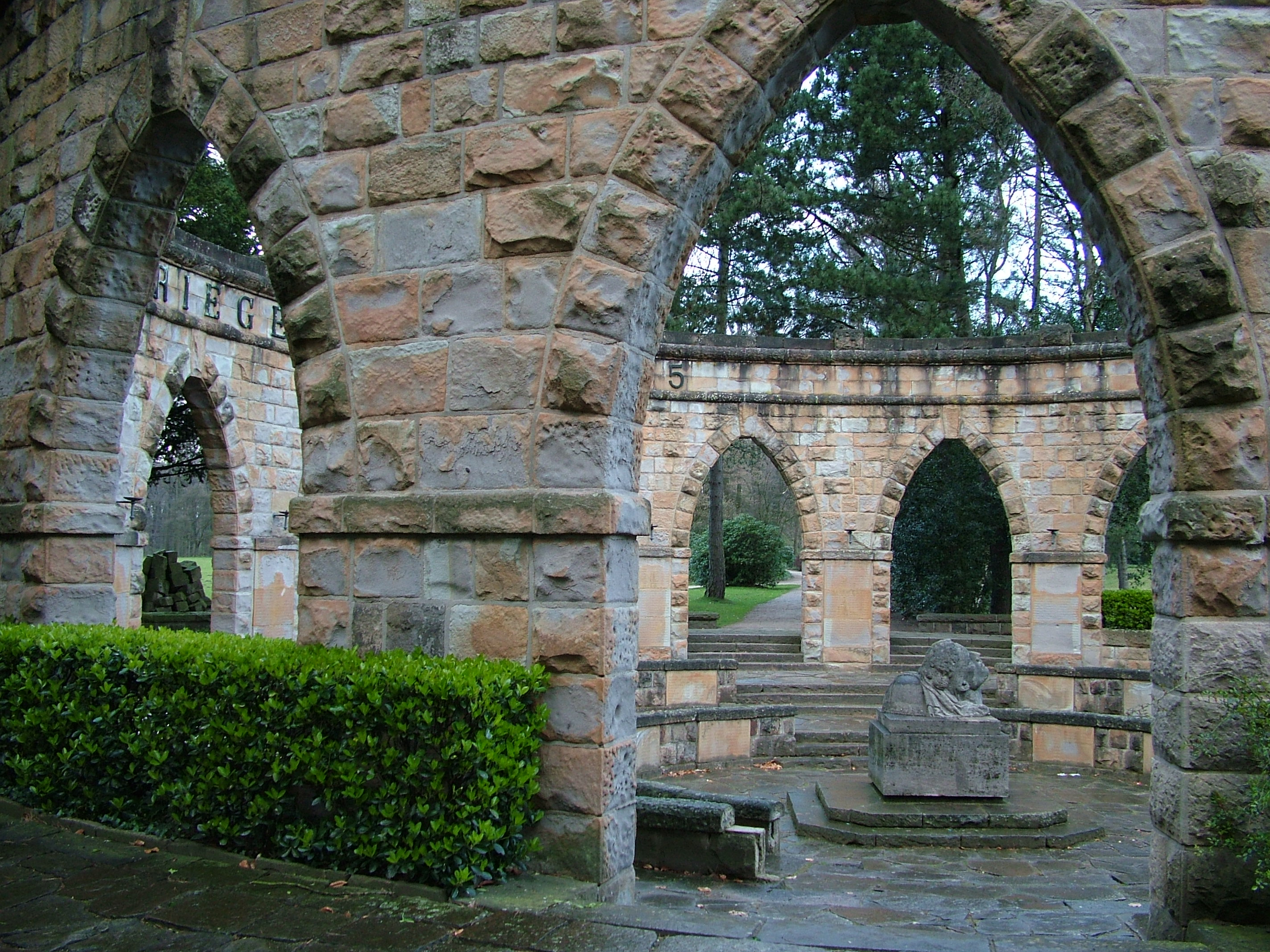
Ehrenmal zur Erinnerung an die Gefallenen der Stadt Gladbeck in den Weltkriegen

- Bürgerhaus Gladbeck-Ost, Bülser Straße 172
- Ehrenmal im Wittringer Wald (1932)
- ehemalige evang. Markuskirche, Bülser Straße / Ecke Lindenstraße, (1966–1968) von Albrecht E. Wittig und Fred Janowski; seit 2008 unter Denkmalschutz, von 2009 bis 2018 als Martin-Luther-Forum Ruhr genutzt[23]
- Freibad (1927–1928), Schützenstraße
- Hallenbad, Bottroper Straße
- Innovationszentrum Wiesenbusch
- Kath. Christus-König-Kirche im Ortsteil Schultendorf (1927–1928), von Josef Franke
- Kath. Heilig-Kreuz-Kirche im Ortsteil Butendorf, Horster Straße, (1912–1914), von Otto Müller-Jena
- Kath. Herz-Jesu-Kirche, Kardinal-Hengsbach-Platz, in Zweckel (1912–1914), von Ludwig Becker und Wilhelm Sunder-Plaßmann
- Kath. St.-Josef-Kirche im Ortsteil Alt-Rentfort (1934–1935), von Josef Franke
- katholisches Stadthaus an der Humboldtstraße
- Maschinenhalle der ehemaligen Zeche Zweckel im Ortsteil Zweckel (1909), Industriedenkmal, Maschinenhalle mit zwei Fördergerüsten, heute für gesellschaftliche Ereignisse buchbar
- Mathias-Jakobs-Stadthalle, Friedrichstraße 53
- (Ditib) Moschee, türkisch, an der Wielandstraße, 1997 gebaut, mit 25 m hohen Minarett
- Musikschule, Am Bernskamp, 1905 als königliche Berginspektion 2 erbaut
- Ehemaliges Postamt (1928), seit 2003 Gaststätte Brauhaus
- Altes Rathaus, vormals Amtshaus (1908–1910), von Otto Müller-Jena
- Neue Galerie Gladbeck, im Rathauspark, Bottroper Straße, ein Ausstellungsforum für junge und aktuelle Gegenwartskunst
- Neues Rathaus, Backsteingebäude (2006) im Stil des New Urbanism
- Rex-Kino, Rentforter Straße 5
- Stadion Gladbeck (1928), seit 1986 unter Denkmalschutz
- Stadtbücherei, Friedrich-Ebert-Straße 8
- Volkshochschule in der Jovy-Villa, Friedrichstraße 55
- Wohn- und Geschäftshaus, 1911–1913 nach Entwürfen von Emil Fahrenkamp für den Kaufmann und Gemeindevorsteher Anton Hahne, Hochstraße 35/37

### Stolpersteine
Am 31. März 2009 und am 9. Juli 2010 verlegte Gunter Demnig auf Initiative des Gladbecker Bündnis für Courage in Gladbeck die ersten Stolpersteine. Sie erinnern an Menschen, die in der NS-Zeit als Juden diffamiert, entrechtet, verfolgt und im Holocaust ermordet oder in den Tod getrieben wurden.
Im Dezember 2012 und im Dezember 2015 wurden weitere Stolpersteine verlegt.

### Grünanlagen

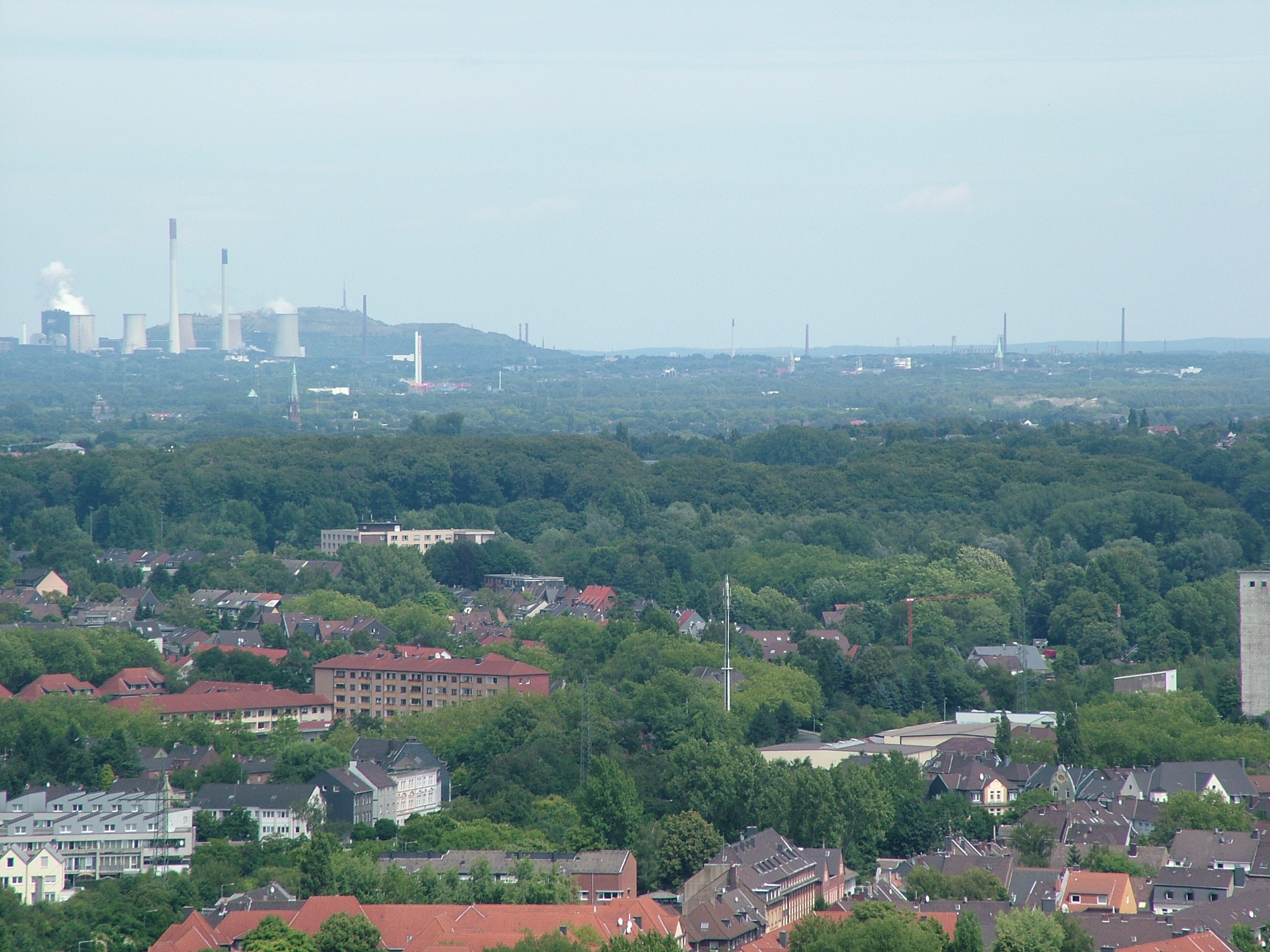
Blick vom Gasometer Oberhausen auf Gladbeck: beim zweiten großen Schornstein rechts der Turm der Lamberti-Kirche, weiter links hell der Sparkassenturm, dann der Rathausturm und etwas weiter der Turm der Christuskirche. Links im Bild das Kraftwerk in Scholven (Das Kraftwerk und die dahinter liegende Halde erscheinen unrealistisch vergrößert).

##### Eisenbahn

Bf Gladbeck West

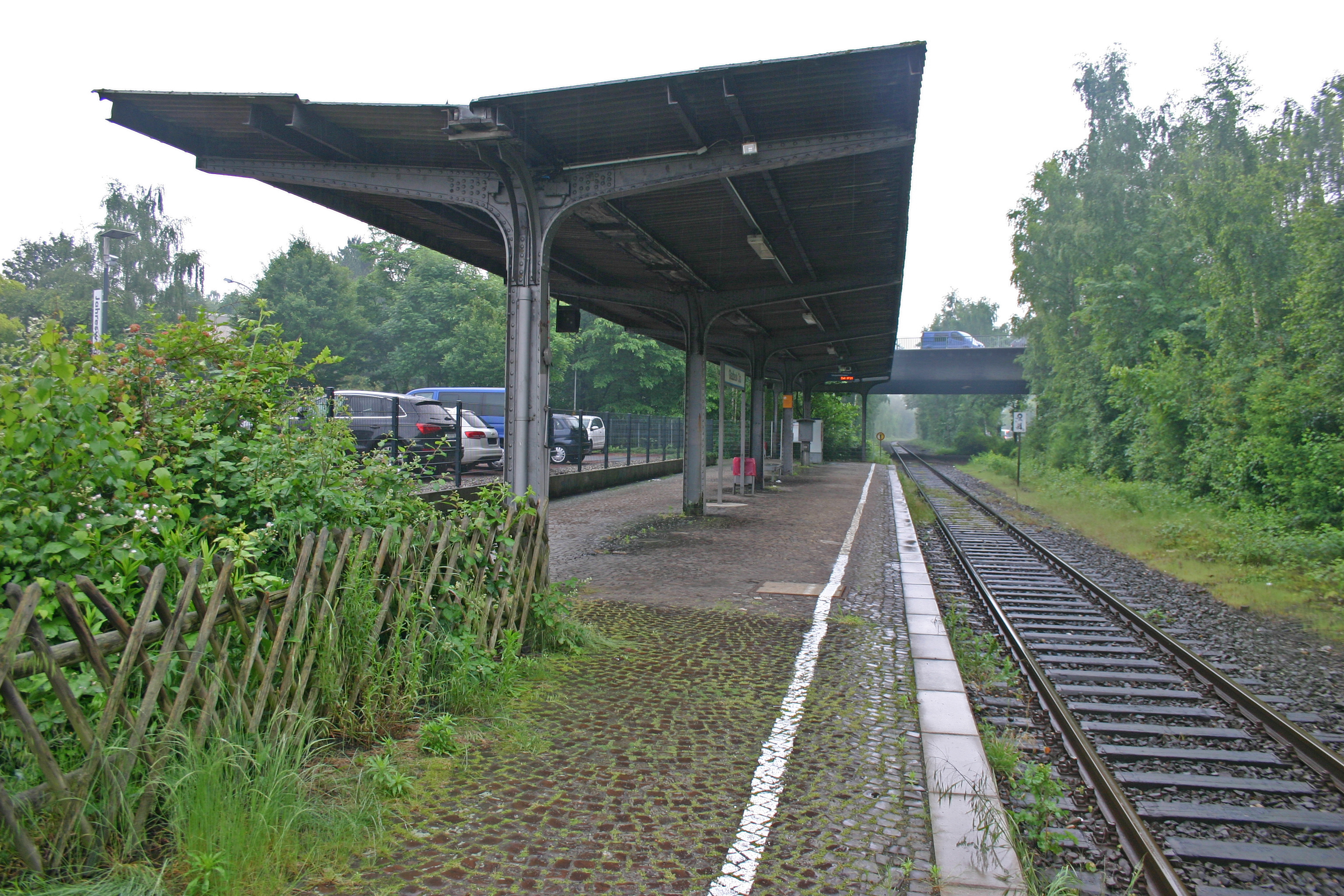
Hp Gladbeck Ost

### Bildung

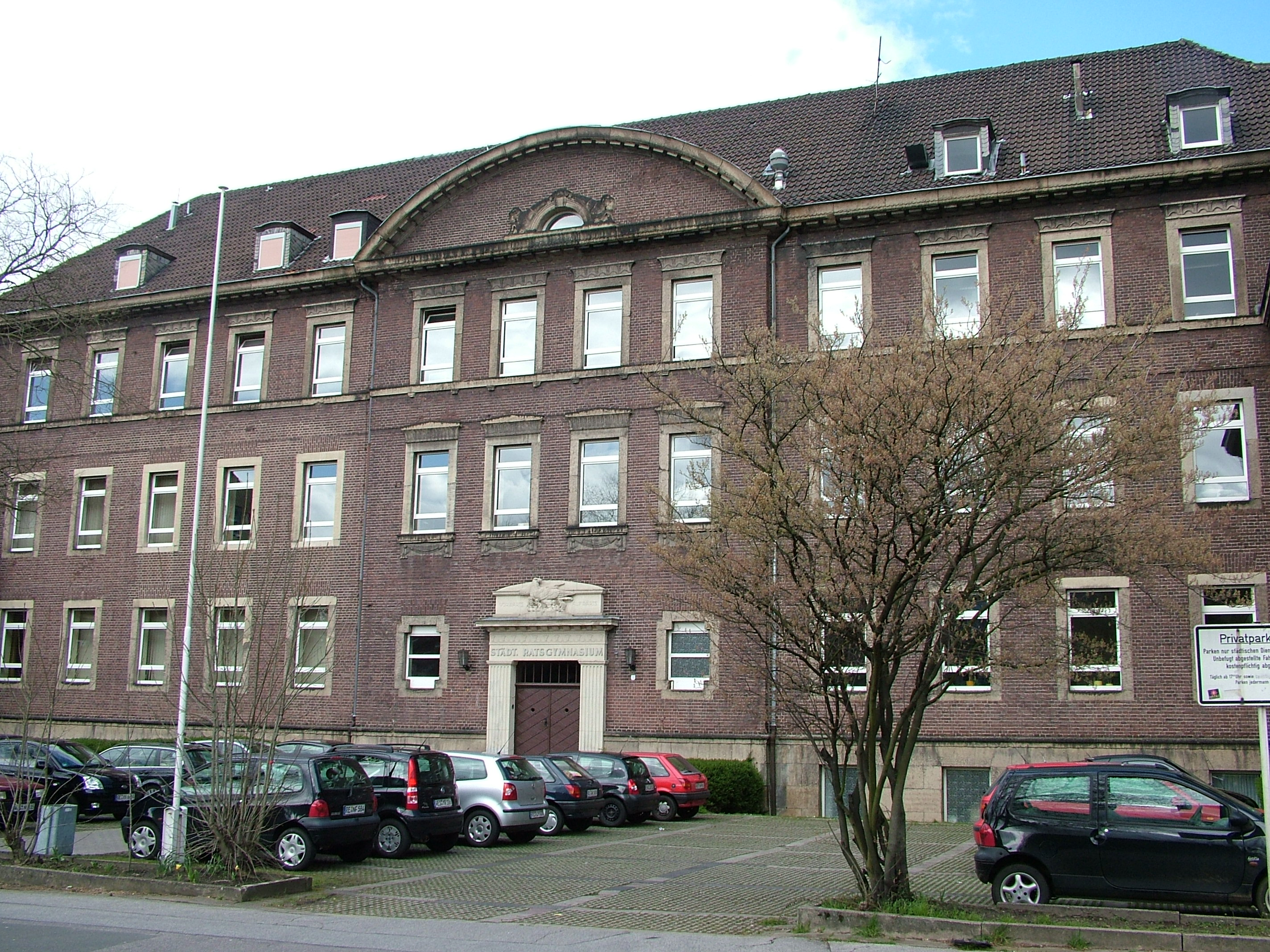
Ratsgymnasium, ältestes Gymnasium in Gladbeck, nahe der Stadtmitte

### Theater, Kino und Musik
Das Jazzival und einige andere Kulturveranstaltungen (z. B. in der Maschinenhalle Zeche Zweckel im Rahmen der RuhrTriennale) finden in Gladbeck statt. In den 1960er Jahren hatte Gladbeck fünf Kinos: Schauburg, Metropol, Rex, Apollo, Capitol. Das jetzt einzige Kino ist kommunal und befindet sich in der Stadtbücherei.